# Transportes Aéreos da Bacia Amazônica

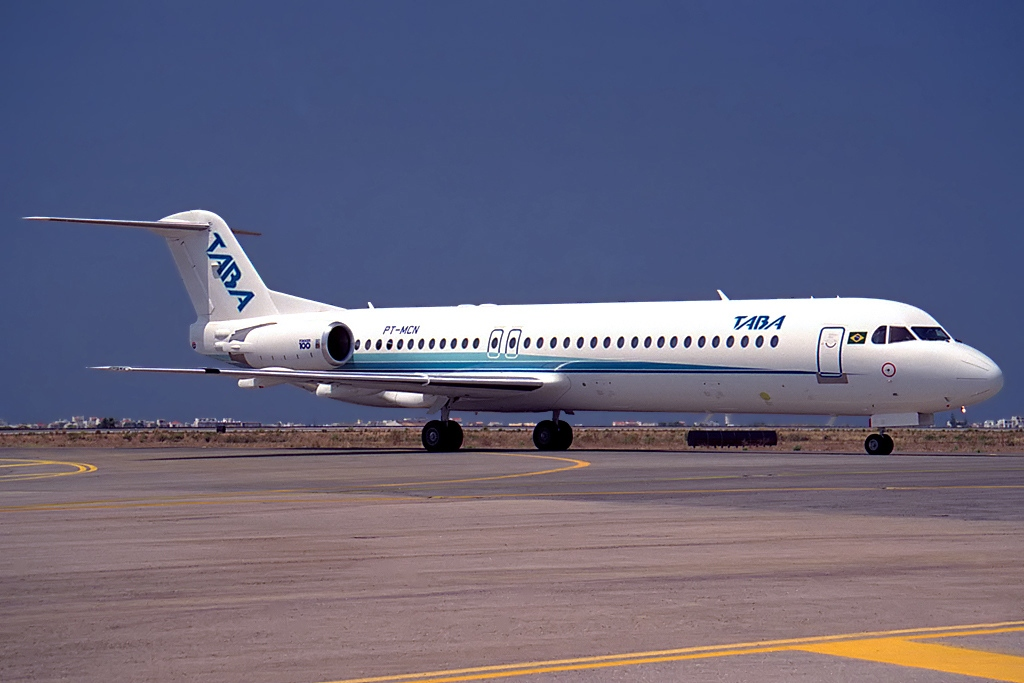
Un Fokker 100 de TABA en el Aeropuerto de Faro

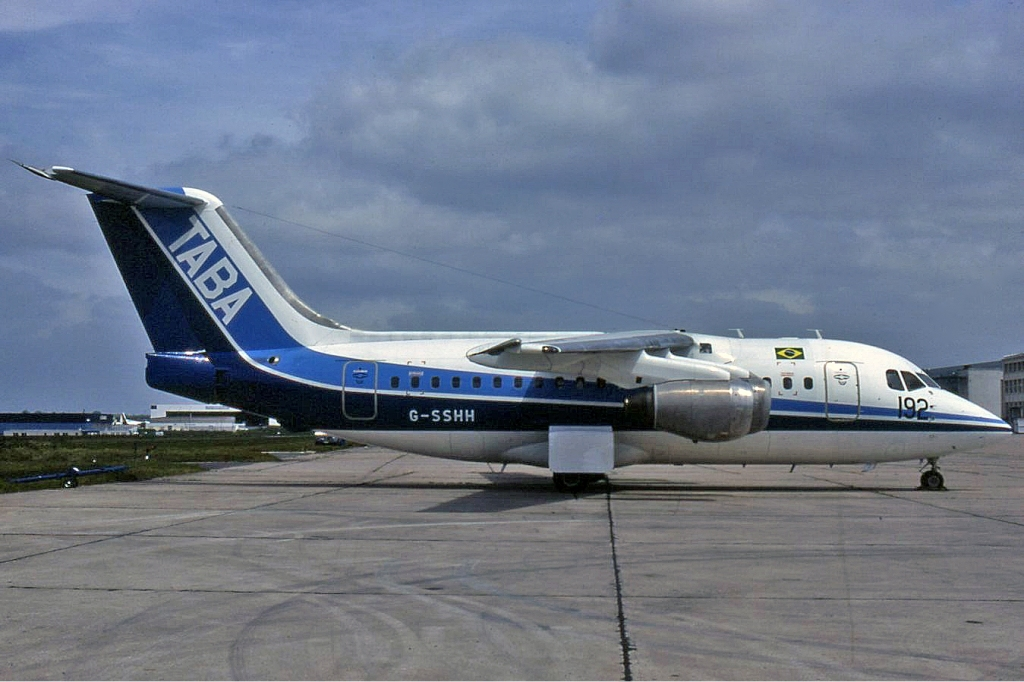
Un British Aerospace BAe 146-100 de TABA en el Aeropuerto de Le Bourget en 1983

TABA - Transportes Aéreos da Bacia Amazônica fue una aerolínea brasileña fundada en 1976. Dejó de operar en 1999.

## Historia
El 11 de noviembre de 1975, el Gobierno Federal de Brasil creó el Sistema Integrado Brasileño de Transporte Aéreo Regional y dividió el país en cinco regiones diferentes, por lo que cinco aerolíneas regionales nuevas recibieron una concesión para operar servicios aéreos. TABA - Transportes Aéreos da Bacia Amazônica fue la primera de esas líneas aéreas regionales en entrar en funcionamiento. Sus servicios comenzaron el 29 de abril de 1976 y su área operativa estaba aproximadamente las regiones norte ycentro-oeste de Brasil, específicamente los estados de Acre, Amazonas, Amapá, Rondônia, Roraima y partes de Pará y Mato Grosso.
La historia de TABA se remonta a la década de 1960, cuando Marcílio Jacques Gibson, quien décadas antes había sido uno de los accionistas de Lóide Aéreo Nacional antes de su venta a VASP, compró Nota - Norte Táxi Aéreo con sede en Belém. Este operador de taxi aéreo pertenecía al hijo del propietario de Paraense Transportes Aéreos . Cuando, en 1970, Paraense cesó sus operaciones, Gibson utilizó su operador de taxi aéreo para llenar el vacío dejado por Paraense, particularmente en los estados de Pará y Amapá, ofreciendo vuelos a lugares que dejaron de ser atendidos por servicios aéreos. Durante este tiempo, los vuelos fueron operados por aviones Beechcraft D-18S configurados para 9 pasajeros. Después del cierre de Paraense, Nota agregó a su flota el Curtiss C-46 Commando y el Fairchild Hiller FH-227B que anteriormente pertenecían a Paraense. Fue sobre los cimientos de Nota que se creó TABA. La antigua flota de Nota se amplió aún más con la incorporación de algunos Embraer EMB 110 Bandeirante.
En noviembre de 1980, TABA tenía servicios a 34 ciudades con una flota de 10 Embraer EMB 110 Bandeirante y 4 Fairchild Hiller FH-227B. Entre 1983 y 1985, TABA operó 2 British Aerospace BAe 146 en la ruta Belém / Itaituba / Alta Floresta / Cuiabá / Vilhena / Ji-Paraná / Porto Velho. Sin embargo, los altos costos de operación y mantenimiento llevaron a TABA a rescindir el contrato de arrendamiento.
Cuando en 1991 el Gobierno Federal levantó las restricciones geográficas para las operaciones de las aerolíneas regionales, TABA inauguró los vuelos a Río de Janeiro y Belo Horizonte, uniendo esas dos ciudades a su red ya establecida en la Cuenca Amazónica. Durante este tiempo, TABA también inició la renovación de su flota reemplazando el Fairchild Hiller FH-227B por el Bombardier Dash 8-300. En 1992, TABA inició sus vuelos a Georgetown, Guyana, siendo la primera aerolínea regional en establecer vuelos internacionales.
TABA operó 2 Fokker 100 entre 1993 y 1995, pero las crecientes dificultades económicas llevaron al final de su contrato de arrendamiento. En un intento por reemplazar los servicios operados por esos aviones, TABA alquiló un Boeing 727-200 perteneciente al operador brasileño de vuelos chárter Air Vias. Su contrato terminó en noviembre de 1995 cuando Air Vias dejó de volar. Las operaciones con el Dash 8-300 también se cancelaron en 1996 y la aeronave se devolvió al arrendador.
En 1997 TABA ya estaba en serios problemas económicos y finalmente en 1999 dejó de operar.

## Destinos
TABA operaba una extensa red en las regiones norte y centro-oeste de Brasil.

## Flota
| Aeronave                    | Total | Años de funcionamiento | Notas                |
| --------------------------- | ----- | ---------------------- | -------------------- |
| Beechcraft D-18S / H-18S    | 7     | 1976-1979              |                      |
| Comando Curtiss C-46        | 1     | 1976–1981              |                      |
| Embraer EMB 110 Bandeirante | 11    | 1976-1999              |                      |
| Fairchild Hiller FH-227 B   | 8     | 1976-1999              |                      |
| Aeroespacial británico 146  | 2     | 1983–1985              |                      |
| Bombardier Dash 8 -300      | 6     | 1991–1996              |                      |
| Fokker 100                  | 2     | 1993–1995              |                      |
| Boeing 727-200              | 1     | 1995–1995              | Alquilado a Air Vias |

## Accidentes e incidentes

### Accidentes
- 31 de enero de 1978: un Embraer EMB 110 con matrícula PT-GKW se estrelló al despegar de Eirunepé. La tripulación murió pero los 14 pasajeros sobrevivieron.[5]
- 12 de junio de 1982: un Fairchild Hiller FH-227 con matrícula PT-LBV en el camino de Eirunepé a Tabatinga en la aproximación a Tabatinga chocó con un poste con poca visibilidad y se estrelló contra un estacionamiento. Los 40 pasajeros y 4 tripulantes murieron.[6][7]
- 23 de junio de 1985: un Embraer EMB 110 Bandeirante matrícula PT-GJN que volaba de Juara a Cuiabá mientras se aproximaba a tierra en Cuiabá tuvo problemas técnicos en el motor número 1. Se intentó un aterrizaje de emergencia, pero la aeronave se estrelló 1 km antes de la pista. Los 17 ocupantes murieron.[8][9]
- 6 de junio de 1990: un Fairchild Hiller FH-227 con matrícula PT-ICA que volaba de Belém-Val de Cans a Cuiabá vía Altamira, Santarém, Itaituba y Alta Floresta, mientras se aproximaba a tierra bajo niebla en Altamira, descendía por debajo del camino de aproximación, chocó con árboles y se estrelló 850 m antes de la pista. De los 41 pasajeros y tripulantes, 23 murieron.[10][11]
- 25 de enero de 1993: un Fairchild Hiller FH-227 con matrícula PT-LCS que operaba un vuelo de carga desde Belém-Val de Cans a Altamira se estrelló en la selva cerca de Altamira durante los procedimientos de aproximación nocturna. Murió la tripulación de 3 personas.[12]
- 28 de noviembre de 1995: un Fairchild Hiller FH-227 con matrícula PP-BUJ que operaba un vuelo de carga desde Belém-Val de Cans a Santarém se estrelló en su segundo intento de acercarse a Santarém. Murió la tripulación de 2 y 1 de los 2 ocupantes.[13]

### Incidentes
- 6 de marzo de 1991: 3 personas secuestraron un Embraer EMB 110 Bandeirante volaba a Manaus cerca de São Gabriel da Cachoeira.[14]
- 15 de diciembre de 1994: un Embraer EMB 110 Bandeirante en ruta de Carauari y Tefé a Manaus fue secuestrado por dos ciudadanos colombianos. Los pasajeros fueron liberados en las cercanías de Tabatinga y la aeronave fue trasladada a Colombia . La tripulación fue liberada en la Embajada de Brasil en Bogotá .[15]